# Coniungoptera nothofagi
Coniungoptera nothofagi är en insektsart som beskrevs av Rentz, D.C.F. och Gurney 1985. Coniungoptera nothofagi ingår i släktet Coniungoptera och familjen vårtbitare. Inga underarter finns listade i Catalogue of Life.